# Siège d'Oviedo
Guerre d'Espagne
Le siège d'Oviedo est un des premiers combats de la guerre d'Espagne, qui a opposé les forces nationalistes aux troupes républicaines. Il s'est déroulé dans la ville asturienne d'Oviedo entre le 19 juillet 1936, lorsque la garnison de la ville, dirigée par le colonel Antonio Aranda Mata proclama son soutien au récent coup d'État militaire, et le 17 octobre 1936, date à laquelle les troupes soulevées rentrèrent dans la ville pour sauver les insurgés.

## Contexte
Après avoir appris le soulèvement des militaires contre le gouvernement de la république au Maroc espagnol le 17 juillet 1936, syndicats ouvriers et partis de gauche avaient commencé à former des milices armées et à s'armer afin de combattre la révolte. À Oviedo, capitale de la province des Asturies, le général Antonio Aranda annonça qu'il restait fidèle au gouvernement légal de la république. Aranda était franc-maçon et avait depuis longtemps manifesté des sympathies républicaines par le passé. Aussi les autorités de Madrid accueillirent favorablement ses déclarations de loyauté et envoyèrent les milices de mineurs asturiens dans d'autres régions.
Pourtant, le 19 juillet, le général Aranda rejoignit le soulèvement militaire, avec l'appui des soldats sous son commandement et des hommes de la garde civile et de la garde d'assaut. Les milices pro-gouvernementales ayant quitté la ville, il ne leur fut pas difficile de prendre le contrôle de la ville, ne rencontrant qu'une faible résistance. La situation des rebelles n'était cependant pas facile, car le reste de la province était resté fidèle au gouvernement de la république et dont les milices ne tardèrent pas à encercler la ville. La province était en effet, particulièrement depuis la révolution de 1934, un bastion de gauche. Mais - ce qui était un avantage pour les rebelles - le gouvernement républicain avait concentré à Oviedo hommes et matériel. Presque toutes les troupes régulières y étaient regroupées et s'unirent à la révolte. 
Les forces loyales à la république étaient en revanche presque exclusivement composées de milices d'ouvriers et de mineurs des syndicats de la CNT et de l'UGT. Ils avaient une supériorité stratégique, encerclant totalement la ville, et numérique. Mais les rebelles avaient l'avantage d'être bien mieux entraînés et équipés. De plus, les forces républicaines devaient faire face à une autre révolte militaire à Gijón, qui avait un port dont la conservation était d'importance stratégique pour les républicains.

## Combats
À la fin du siège de Gijón, le 16 août, l'ensemble des milices républicaines qui y étaient concentrées se dirigèrent vers Oviedo. Dans la ville, les rebelles avaient bon espoir de résister à l'attaque républicaine. Ils avaient occupé les collines qui entouraient la ville, empêchant l'avancée de leurs ennemis. Ils avaient accumulé des réserves d'eau et de nourriture, ce qui permit de tenir malgré le fait que les républicains aient coupé l'approvisionnement en eau de la ville. De plus, les assiégés savaient que des troupes rebelles de Galice se dirigeaient vers Oviedo.
Les attaques républicaines se firent plus violentes, avec des bombardements d'artillerie sur la ville. Le grand avantage des milices républicaines était leur supériorité numérique, puisque face aux 3 000 militaires soulevés, ils étaient plus de 10 000. Au cours du mois de septembre, l'encerclement se fit de plus en plus étroit, et les milices s'emparèrent de plusieurs des collines entourant la ville. L'eau commença à manquer, ce qui provoqua la multiplication des maladies parmi les militaires comme la population civile. 
Les combats augmentèrent encore en intensité le 4 octobre, date anniversaire de la révolution asturienne de 1934 Ils culminèrent à l'annonce de l'arrivée des troupes franquistes de Galice, parvenues à seulement 40 kilomètres de la ville le 12 octobre. Les républicains avaient réussi, à cette date, à entrer dans la ville, où les combats de rue faisaient rage. Les troupes soulevées d'Oviedo étaient dans une situation dramatique, ayant perdu presque les deux tiers des troupes. Le général Aranda ordonna à ses troupes de se lancer dans une offensive désespérée, combattant à outrance dans les rues et jusque dans les maisons. Les pertes furent particulièrement élevées dans les deux camps.
Finalement, le 16 octobre, les troupes nationalistes venues de Galice entrèrent dans la ville et firent leur jonction avec les derniers assiégés. Ils obligèrent les républicains à se retirer.

## Conséquences
Les troupes franquistes avaient réussi à établir un corridor terrestre entre la Galice et Oviedo, puis avaient peu à peu occupé les régions montagneuses voisines de l'ouest des Asturies, fortifiant leurs positions dans la région. Les milices républicaines durent, après le siège, se replier sur leurs anciennes positions. Elles continuèrent cependant à tenir leurs positions autour de la ville, ne renonçant aucunement à abandonner la ville.